# Дитеричи, Конрад
Конрад (Генри) Дитеричи (нем. Conrad Dieterici) (26 ноября 1858, Берлин — 14 ноября 1929, Вефиль,Билефельд) — немецкий физик, ректор Кильского университета.

## Биография
Изучал физику в Берлинском университете, где он получил докторскую степень.
С 1885 по 1890 год был ассистентом в Институте физики в Берлинском университете. В 1887 году стал преподавателем там же, в 1890 году — профессором Вроцлавского университета. В 1894 году он стал профессором физики в Техническом Университете в Ганновере. В 1906 г. преподавал в Университете Ростока, а с 1907 года — в Кильском университете, где он был с 1915 по 1916 год ректором.
Предложил и теоретически обосновал в 1898 году уравнение Дитеричи